# Leucadendron nervosum
Espèce
Leucadendron nervosum est une espèce de plantes à fleurs de la famille des Proteaceae.  Originaire du Cap-Occidental en Afrique du Sud,, cette plante fait partie du fynbos.

## Description
Leucadendron nervosum atteint 1,5 m de haut et fleurit en septembre.

## Répartition et habitat
Leucadendron nervosum pousse sur le Jonaskop, dans les monts Riversonderend, et sur le Grootberg, dans le Langeberg dans la province du Cap. Le feu détruit la plante, mais les graines survivent. Les graines sont stockées dans un trou sur la plante femelle et sont libérées après un incendie, éventuellement disséminées par le vent. La plante est dioïque ; il existe des plants mâles et femelles qui se reproduisent par pollinisation éolienne. La plante pousse sur les versants nord, à une altitude comprise entre 1 100 et 1 350  m. 

## Galerie

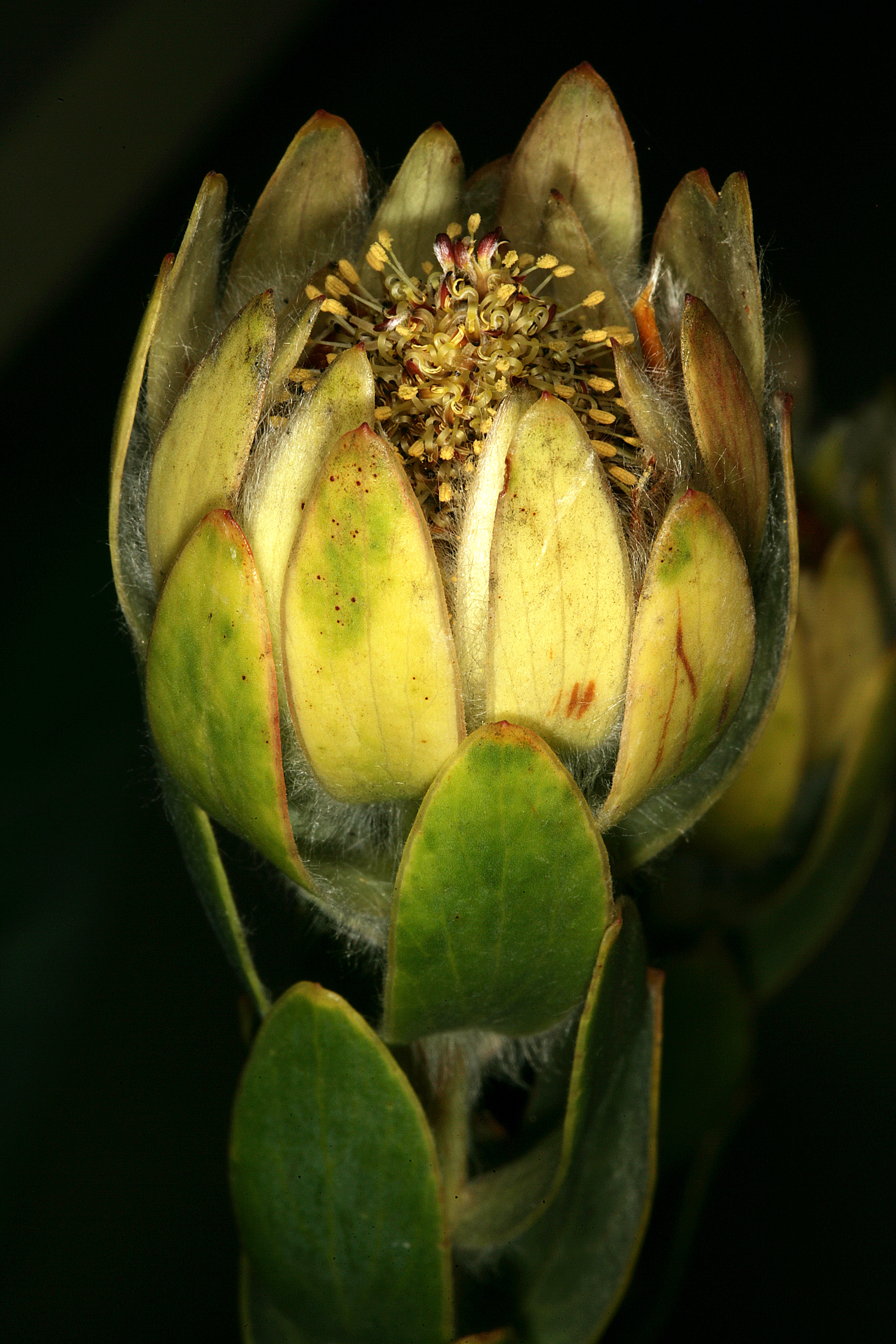
Inflorescence mâle
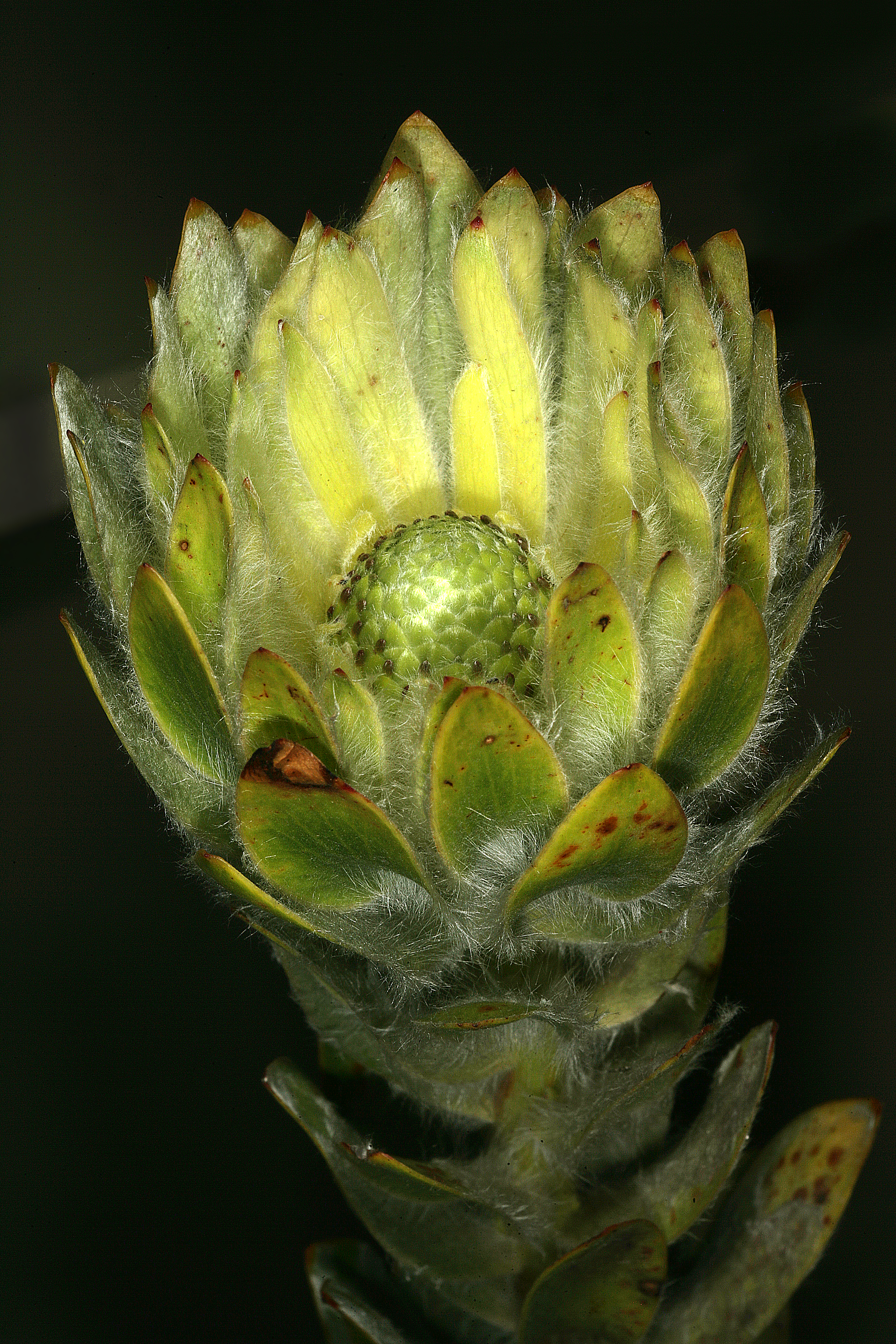
Inflorescence femelle

## Dénominations
Cette plante est appelée communément en afrikaans Syblaartolbos, et, en anglais, Silky-ruff conebush.

## Systématique
Le nom correct complet (avec auteur) de ce taxon est Leucadendron nervosum E.Phillips (d) & Hutch..

### Étymologie
Le nom de genre Leucadendron vient du grec leukos « brillant, blanc » et dendron « arbre ».
Son épithète spécifique nervosum du latin nervosus « nerveux, musculeux » signifiant « qui présente des nervures visible ou proéminentes ».